# Hœnir

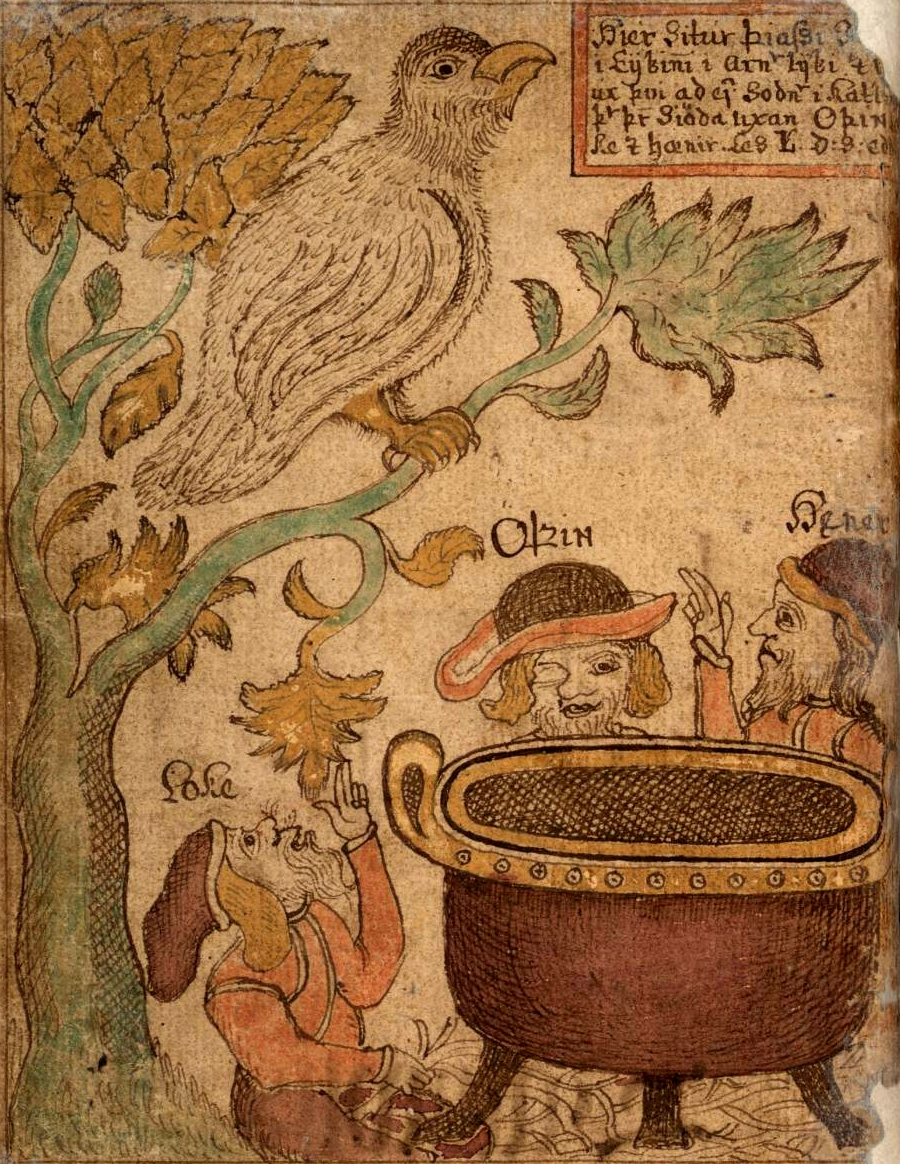
Loki, Odin, Hœnir i Þjazi sota forma d'àguila en una il·lustració d'un manuscrit islandès del

En la mitologia nòrdica, Hœnir era un déu que formava part dels Aesir. Juntament amb Mimer, va ser amb els Vanir part de l'intercanvi realitzat com a pacte per finalitzar la guerra entre els dos grups de déus. Els Vanir el van convertir en un dels seus membres, però ell era indecís i relegava a Mimer totes les seves decisions. Aquest fet és esmentat a la saga dels Ynglings, en què se l'anomena Hone. La figura d'aquest déu és enigmàtica, ja que tot i no lliurar-massa informació sobre ell, és esmentat en els esdeveniments més importants de la mitologia nòrdica, com la guerra entre els Aesir i els Vanir, la creació dels primers humans i la batalla de la fi del món, el Ragnarok.
| « | La gent d'Asaland va enviar un home anomenat Hone, que van pensar que seria adequat com a cap, ja que era fort i de bon aspecte, i amb ell van enviar un home de gran saviesa anomenat Mime. Per la seva part, la gent de Vanaland envià l'home més savi de la comunitat, anomenat Kvas. Quan Hone va arribar a Vanaheim, immediatament va ser convertit en cap i Mime acudia a ell amb bons consells en totes les ocasions. Però quan Hone es trobava sol al Thing o en altres reunions, si Mime no es trobava a prop d'ell, i se li plantejava qualsevol dificultat, només responia d'una forma: "Ara deixin que altres donin el seu consell"; aleshores la gent de Vanaland sospità que la gent d'Asaland l'havia enganyada en l'intercanvi d'homes. Saga dels Ynglings, capítol 4. | » |

A la Völuspá, Hœnir i Lóðurr van ajudar Odin en la creació del primer home i la primera dona, Ask i Embla, respectivament. Hœnir va ser l'encarregat de donar-los els sentits a aquests primers humans. En el Gylfaginning, aquests són substituïts per Vili i Ve. Com Snorri coneixia la Völuspá, és probable que Hœnir fos un altre nom per a Vili.
En el Skáldskaparmál, el déu és esmentat en una travessia amb Odin i Loki, on es troben amb el gegant Þjazi en forma d'àguila quan s'aturen a preparar el menjar.
En el Haustlöng, es conserva un relat similar al de Skáldskaparmál, en què Þjazi demana a Hœnir unir-se al menjar dels viatgers.
En el pròleg de Reginsmál, es relata que Hœnir amb Odin i Loki van arribar fins a la cascada on vivia el nan Andvari, que tenia l'habilitat de transformar-se en peix i que més tard Loki robaria el seu or i l'anell Andvarinaut.
D'acord amb la Völuspá, Hœnir va ser un dels pocs déus que va aconseguir sobreviure al Ragnarok.